# Pia Skrzyszowska
Pia Skrzyszowska (ur. 20 kwietnia 2001 w Warszawie) – polska lekkoatletka specjalizująca się w sprinterskich biegach płotkarskich i płaskich. Olimpijka z Tokio 2020, młodzieżowa mistrzyni Europy (2021), mistrzyni Europy na 100 metrów przez płotki oraz wicemistrzyni Europy w sztafecie 4 × 100 metrów (2022).

## Życiorys
Jest córką lekkoatletów Jolanty Bartczak i Jarosława Skrzyszowskiego.
W 2017 została złotą medalistką ogólnopolskiej olimpiady młodzieży w skoku w dal i na 100 m przez płotki. W 2018 została halową mistrzynią Polski do lat 18 w biegu na 60 m, ustanawiając czasem 7,40 s rekord Polski w tej kategorii wiekowej, a także zdobyła brązowy medal seniorskich halowych mistrzostw Polski w skoku w dal, ustanawiając wynikiem 6,02 m rekord życiowy.
Do 2018 reprezentowała OKS Skra Warszawa, była trenowana przez Przemysława Radkiewicza. Od 2019 jest zawodniczką AZS-AWF Warszawa, jej trenerem jest ojciec, Jarosław Skrzyszowski.
W 2020 roku została wicemistrzynią Polski w biegu na 100 m. 6 września 2020 podczas 11 Memoriału Kamili Skolimowskiej brała udział w biegu na 100 m przez płotki, w którym uzyskała trzecie miejsce. W tym biegu osiągnęła rezultat 13,19 s, który jest rekordem Polski juniorów.
W 2021 roku zajęła piąte miejsce na halowych mistrzostwach Europy w biegu na 60 m przez płotki z czasem 7,95 s. Podczas nieoficjalnych mistrzostw świata w biegach rozstawnych w Chorzowie w maju 2021 w składzie polskiej sztafety 4x100 metrów zdobyła srebrny medal. W lipcu 2021 została młodzieżową Mistrzynią Europy w biegu na 100 m przez płotki z czasem 12,77 s.
W 2022 została wicemistrzynią Polski w hali na 60 m, bijąc przy okazji rekord życiowy czasem 7,12 s. W sezonie letnim kilkakrotnie poprawiała rekord życiowy na dystansie 100 m ppł. Rekordem życiowym, który był jednocześnie młodzieżowym rekordem Polski (12,62 s), został okraszony także złoty medal Mistrzostw Polski w Suwałkach.
W 2023 podczas mityngu Orlen Cup w Łodzi zwyciężyła w biegu na 60 metrów przez płotki, bijąc rekord życiowy wynikiem 7,78 s (do rekordu Polski zabrakło jej 0,01 s). W sezonie letnim wywalczyła na Stadionie Śląskim złoty medal Drużynowych Mistrzostw Europy 2023 w biegu na 100 metrów przez płotki, rozgrywanych w ramach Igrzysk Europejskich, z czasem 12.77 s. Podczas Memoriału Istvana Gyulaia w Węgierskim Szekesfehervarze (18 lipca 2023) reprezentantka Polski zajęła piąte miejsce notując z czasem 12,65 s. najlepszy rezultat w Europie w 2023 roku.
W 2024 wywalczyła brązowy medal halowych mistrzostw świata.

## Osiągnięcia
| Rok  | Impreza                                    | Miejsce      | Konkurencja                | Pozycja    | Wynik  |
| ---- | ------------------------------------------ | ------------ | -------------------------- | ---------- | ------ |
| 2017 | Letni olimpijski festiwal młodzieży Europy | Győr         | sztafeta 4 × 100 m         | 6. miejsce | 47,84  |
| 2018 | Mistrzostwa Europy juniorów młodszych      | Győr         | bieg na 100 m              | półfinał   | 11,94  |
| 2018 | Mistrzostwa Europy juniorów młodszych      | Győr         | bieg na 200 m              | 8. miejsce | 24,63  |
| 2018 | Mistrzostwa świata juniorów                | Tampere      | sztafeta 4 × 100 m         | 5. miejsce | 44,61  |
| 2018 | Letnie igrzyska olimpijskie młodzieży      | Buenos Aires | bieg na 200 m              | 6. miejsce | 23,95  |
| 2019 | Mistrzostwa Europy juniorów                | Borås        | bieg na 100 m przez płotki | 2. miejsce | 13,35  |
| 2019 | Mistrzostwa Europy juniorów                | Borås        | sztafeta 4 × 100 m         | 6. miejsce | 44,72  |
| 2021 | Halowe mistrzostwa Europy                  | Toruń        | bieg na 60 m przez płotki  | 5. miejsce | 7,95   |
| 2021 | World Athletics Relays                     | Chorzów      | sztafeta 4 × 100 m         | 2. miejsce | 44,10  |
| 2021 | Superliga drużynowych mistrzostw Europy    | Chorzów      | bieg na 100 m              | 1. miejsce | 11,25  |
| 2021 | Superliga drużynowych mistrzostw Europy    | Chorzów      | bieg na 100 m przez płotki | 1. miejsce | 12,99  |
| 2021 | Młodzieżowe mistrzostwa Europy             | Tallinn      | bieg na 100 m przez płotki | 1. miejsce | 12,77  |
| 2021 | Igrzyska olimpijskie                       | Tokio        | bieg na 100 m przez płotki | półfinał   | 12,89  |
| 2021 | Igrzyska olimpijskie                       | Tokio        | sztafeta 4 × 100 m         | eliminacje | 43,09  |
| 2022 | Halowe mistrzostwa świata                  | Belgrad      | bieg na 60 m               | półfinał   | 7,17   |
| 2022 | Mistrzostwa świata                         | Eugene       | bieg na 100 m przez płotki | półfinał   | 12,62  |
| 2022 | Mistrzostwa Europy                         | Monachium    | bieg na 100 m przez płotki | 1. miejsce | 12,53  |
| 2022 | Mistrzostwa Europy                         | Monachium    | sztafeta 4 × 100 m         | 2. miejsce | 42,61  |
| 2023 | I dywizja drużynowych mistrzostw Europy    | Chorzów      | bieg na 100 m przez płotki | 1. miejsce | 12,77  |
| 2023 | Mistrzostwa świata                         | Budapeszt    | bieg na 100 m przez płotki | półfinał   | 12,71  |
| 2023 | Mistrzostwa świata                         | Budapeszt    | sztafeta 4 × 100 m         | 5. miejsce | 42,66  |
| 2024 | Halowe mistrzostwa świata                  | Glasgow      | bieg na 60 m przez płotki  | 3. miejsce | 7,79   |
| 2024 | Mistrzostwa Europy                         | Rzym         | bieg na 100 m przez płotki | 3. miejsce | 12,42  |
| 2024 | Igrzyska olimpijskie                       | Paryż        | bieg na 100 m przez płotki | półfinał   | 12,55  |
| 2025 | Halowe mistrzostwa Europy                  | Apeldoorn    | bieg na 60 m przez płotki  | 3. miejsce | 7,83   |
| 2025 | Halowe mistrzostwa świata                  | Nankin       | bieg na 60 m przez plotki  | 4. miejsce | 7,74   |
| 2025 | I dywizja drużynowych mistrzostw Europy    | Madryt       | bieg na 100 m przez płotki | 3. miejsce | 12,60w |

## Rekordy życiowe
| konkurencja             | wynik   | data                             | uwagi                                        |
| hala                    | hala    | hala                             | hala                                         |
| ----------------------- | ------- | -------------------------------- | -------------------------------------------- |
| 50 m                    | 6,32+ s | Luksemburg, 1 lutego 2020        |                                              |
| 60 m                    | 7,12 s  | Toruń, 5 marca 2022              | 2. miejsce w polskich tabelach historycznych |
| 60 m ppł (płotki 84 cm) | 7,74 s  | Nankin, 23 marca 2025            | rekord Polski                                |
| skok w dal              | 6,02 m  | Toruń, 18 lutego 2018            |                                              |
| stadion                 |         |                                  |                                              |
| 100 m                   | 11,12 s | Kalamata, 21 maja 2022           | 3. miejsce w polskich tabelach historycznych |
| 100 m ppł               | 12,37 s | La Chaux-de-Fonds, 14 lipca 2024 | 2. miejsce w polskich tabelach historycznych |
| 200 m                   | 23,05 s | Szczecin, 15 sierpnia 2021       |                                              |
| skok w dal              | 6,08 m  | Warszawa, 5 sierpnia 2017        |                                              |